# 源氏物语绘卷
源氏物語绘卷（日语：／ Genji Monogatari Emaki）是日本平安時代末期的艺术作品，是现存最古老的以长篇小说《源氏物語》为題材的绘画作品，又称“隆能源氏”（たかよしげんじ），被指定为日本国宝。

## 简介
《源氏物语绘卷》与《信贵山缘起》、《伴大纳言绘词》、《鸟兽人物戏画》合称为日本的四大绘卷，也有一种说法是《鸟兽人物戏画》的位置被《粉河寺缘起绘卷》替代。
《源氏物语绘卷》最初是以《源氏物语》54帖为基础，每一帖选取一至三个场面进行创作，并在对应的画前抄写原文段落（绘卷以“詞書”与“画”交替重复的形式呈现。绘卷的全卷数一说十卷，一说二十卷，藤原定家的《明月记》记载是十卷，一般都采用此说。

### 艺术手法
“绘卷”如同现代的连环画，是用连续的长幅绘画，解说一个故事的内容。
《源氏物语绘卷》属于当时所谓的“女绘”。它在表现手法上与多表现寺院的缘起、战争等重大题材的“男绘”以线条为主相反，使用浓抹重彩的“作绘”画法。场面多以平安贵族的恋爱生话为主题，以室内描写为中心。因此在构图上喜用掀开屋顺的鸟瞰式构图，当时称“吹拔屋台”（吹抜屋台），即“无顶房屋”——去掉屋顶和天井的鸟瞰式表现技法，然后将人物置于室内、庭园、回廊等无顶空间来描绘，人物形象与屋外自然景物的描绘相结合，还通过各场面不同色调的微妙变化，来表现季节时令的推移，以及衬托人物的心境。 
在技法上，它采取细密的彩色法，特别质朴、纯净和清雅，以一种特定的群青、绿青、朱丹等高纯度的原色乃至中间色为主色。人物容貌的表现采取引目勾鼻法，即将眼睛画成一条细线（引目），鼻子画成“く”字形（勾鼻），嘴唇以红点来象征，人物面部则限于从前角度、后角度看的侧面和背影三种形式，以此激发观赏者的想象力。但是，在人物的姿态上，显示其高贵典雅和凝重，具现了人物的感情世界，透露出贵族男子和古典美人的神韵。尤其是描绘女性的面容丰满，是日本平安时代时理想美人形象。

## 現存状況
現存於德川美術館、五島美術館

## 源氏物語绘卷資料
| 原著回目 | 绘卷作品 | 名称  | 备注 | 现藏于     |
| 15       |          | 蓬生  |      | 德川美术馆 |
| 16       |          | 关屋  |      | 德川美术馆 |
| 36       |          | 柏木1 |      | 德川美术馆 |
| 36       |          | 柏木2 |      | 德川美术馆 |
| 36       |          | 柏木3 |      | 德川美术馆 |
| 37       |          | 横笛  |      | 德川美术馆 |
| 38       |          | 鈴虫1 |      | 五岛美术馆 |
| 38       |          | 鈴虫2 |      | 五岛美术馆 |
| 39       |          | 夕雾  |      | 五岛美术馆 |
| 40       |          | 御法  |      | 五岛美术馆 |
| 44       |          | 竹河1 |      | 德川美术馆 |
| 44       |          | 竹河2 |      | 德川美术馆 |
| 45       |          | 桥姬  |      | 德川美术馆 |
| 48       |          | 早蕨  |      | 德川美术馆 |
| 49       |          | 宿木1 |      | 德川美术馆 |
| 49       |          | 宿木2 |      | 德川美术馆 |
| 49       |          | 宿木3 |      | 德川美术馆 |
| 51       |          | 東屋1 |      | 德川美术馆 |
| 51       |          | 東屋2 |      | 德川美术馆 |

## 脚注
1. ↑  佐野みどり「じっくり見たい『源氏物語絵巻』」p. 4
2. ↑  世界の「ふしぎ雑学」研究会「日本の四大絵巻」『図解 日本の「三大」なんでも事典』（三笠書房王様文庫、2007年（平成19年）3月）。 ISBN 978-4837964179 pp..86-87